# Pere Calders
Pere Calders i Rossinyol (Barcelona, 29 de septiembre de 1912-Barcelona, 21 de julio de 1994) fue un escritor español.

## Biografía
Pere Calders murió con 81 años y fue el único hijo del matrimonio formado por el escritor modernista Vicenç Caldés i Arús y Teresa Rusiñol Roviralta. Fue inscrito en el registro como Pedro de Alcántara Caldés i Rusiñol. Aunque nació en Barcelona, pasó gran parte de su infancia en el campo, en las cercanías de Polinyá, en el Vallés Occidental. En su vocación literaria fue decisiva la influencia de su padre. En Barcelona, hizo sus estudios primarios en la escuela catalana Mossèn Cinto. Uno de los maestros de esta escuela, Josep Parunella, le animó a encaminar sus pasos hacia la literatura. Como resultado, ya a los catorce años escribió un primer relato, El primer arlequí, que se publicaría muchos años después.
La literatura no era, sin embargo, la única vocación de Calders. La otra era el dibujo: durante un tiempo trabajó como ayudante del dibujante checo Karel Černý, y a los diecisiete años, en 1929, ingresó en la Escuela Superior de Bellas Artes de Barcelona. 
Cuando tenía veinte años, gracias a los buenos oficios de su amigo y futuro cuñado, Avel·lí Artís-Gener, Tísner, entró a formar parte de la redacción del Diari Mercantil, que entonces dirigía Josep Jané i Olivé. La ayuda de Janés sería de gran importancia a la hora de que Calders viera publicada su obra. En 1933 apareció su primer relato, Història de fantasmes o el capillar «Estrella», en el diario Avui, y en 1936 vio la luz su primer libro, la colección de relatos breves El primer arlequí. 
A pesar de los tiempos difíciles que corrían por entonces en España, con el estallido en 1936 de la guerra civil, Calders desplegó por entonces una gran actividad creativa, colaborando, como escritor o como dibujante, en numerosas publicaciones, como el mencionado Diari Mercantil, La Rambla, Diari de Barcelona,  Treball o L'Esquella de la Torratxa.
En 1937 fue incorporado al ejército republicano como técnico cartógrafo. Ese mismo año apareció su novela corta La glòria del doctor Larén. En 1938 quedó finalista del Premio Narcís Oller con su libro de cuentos L'any de la meva gràcia, y del Premio Crexells con Gaeli i l'home déu. El desarrollo posterior de los acontecimientos impidió que estas dos obras llegaran a publicarse. Sí llegó a editarse, sin embargo, otro libro suyo, Unitats de xoc, sobre sus experiencias en el frente. 
Tras el final de la guerra civil, y después de haber sido internado en el campo de concentración de Prats de Molló, primero, y luego en el castillo de Roissy-en-Brie, se exilió en México, un país extraño para un catalán de raíces fuertes. La adaptación fue muy difícil, pero siempre agradeció el espíritu generoso del país que le acogió. Desde su exilio, el trabajo de Calders, junto con el de otros intelectuales catalanes, fue clave para el desarrollo de la conciencia y la cultura catalanas. En 1955 publicó Cròniques de la veritat oculta (Premio Víctor Catalá 1954), y posteriormente aparecieron otras dos colecciones de relatos: Gent de l'alta vall ( 1957) y Demà, a les tres de la matinada (1959). 
El 10 de diciembre de 1962 la familia Calders regresó a Barcelona, y al año siguiente el autor recibió el Premio Sant Jordi por la novela L'ombra de l'atzavara, que se aparta de su línea de escritura más habitual. En 1964 publicó una biografía del poeta Josep Carner, a quien había tratado durante su exilio mexicano. Ronda naval sota la boira (1966) supone el regreso de Calders al peculiar estilo de sus relatos breves. En 1967 publicó una novela corta ambientada en México, titulada Aquí descansa Nevares. 
En el terreno profesional, el reconocimiento masivo le llegó con la representación de la obra Antaviana, basada en cuentos suyos, por el grupo teatral Dagoll Dagom, y con música de Jaume Sisa, en 1978. 
Murió el 21 de julio de 1994 después de una larga enfermedad.

## Obra
Aunque la figura de Calders se relaciona con el cuento, el autor también hizo incursiones en la novela. Entre sus obras más destacadas pueden citarse  Cròniques de la veritat oculta (1955), Demà, a les tres de la matinada (1959), L'ombra de l'atzavara (publicada también en 1959, y editada en México traducida al español como La sombra del magüey), Ronda naval sota la boira (1966), Invasió subtil i altres contes (1978) y Aquí descansa Nevares (1980). 
La ironía, el absurdo y el componente mágico son elementos que se combinan en su literatura. Sus obras han sido traducidas a numerosas lenguas (inglés, alemán, portugués, búlgaro, ruso, checo, etc.)

## Estilo
Pere Calders es conocido sobre todo por sus narraciones breves, que han recibido mucha más atención por la crítica y el público que sus novelas. Los cuentos de Calders han sido descritos como humorísticos, irónicos, fantasiosos y absurdos, y algunos los han emmarcado dentro del realismo mágico.
En buena parte de sus cuentos, y sobre todo en sus primeras narraciones, Calders muestra una predilección por lo raro. En estos cuentos se producen hechos inverosímiles y fantásticos que interaccionan con el protagonista de la narración y que, en muchos casos, actúan como catalizadores de la historia. Pero cabe remarcar que la exaltación del elemento mágico o sobrenatural no es el propósito creativo de Calders, como lo puede ser en la literatura fantástica. Una tendencia que se puede observar en sus narraciones fantasiosas es que sus protagonistas, aunque a veces se quejan de estos hechos fantásticos, los suelen acabar aceptando con mucha naturalidad y, los que no lo han hecho, son ridiculizados por otros personajes de la historia, que entienden esos hechos como de lo más natural. Un ejemplo de esto se puede observar en el cuento El año de mi gracia, donde el protagonista de la historia un día descubre de repente que, pasando su mano por el rostro sin pintar de muñecas de madera, les puede pintar el rostro con un realismo extraordinario y, no solo acepta este poder que se le ha concedido, sino que incluso muestra su malestar porque cree que el poder recibido es muy modesto y muy poco útil. Según Amanda Bath, los cuentos de Calders se pueden equiparar con los de Borges, Cortázar o García Márquez como exponente igual de talentoso dentro del género del realismo mágico.
Pero no todos los cuentos de Calders son fantasiosos. Hay muchos que no contienen ningún elemento fantástico en los que Calders juega con el lector mostrándole una cosa pero diciéndole otra. En estas narraciones se presenta al lector una realidad que diverge completamente de lo que explica el narrador y suelen mostrar el humor y el ingenio de Calders a la hora de escribir. A veces, esta contraposición entre realidad y apariencia genera dudas al lector sobre qué ha sucedido verdaderamente, como por ejemplo en Invasión sutil, donde el narrador está plenamente convencido de que está comiendo con un japonés que se hace pasar por un catalán, aunque esta interpretación contradice completamente lo que se lee en el texto. O en Vinc per donar fe, donde el narrador dice que hay un vampiro en el pueblo y de repente se encuentra a su prima inconsciente en la calle, a quien mata creyendo que se trata de la vampiresa, aunque el texto nos explica que era una mujer que se desmayaba a menudo, generando la duda de si realmente se había convertido en vampiresa o no. Aunque no haya ninguna justificación al texto se provoca la especulación sobre la posibilidad de que el narrador tenga razón. Se produce un contraste entre realidad y apariencia.
Calders también escribió 5 cuentos y una novela corta que se desmarcan de las otras porque muestran una temática e influencia mexicana. En estas narraciones se describen a los protagonistas mexicanos con hábitos de comportamiento y tendencias psicológicas similares a las descritas por el antropólogo ameriacano Oscar Lewis, que Calders había leído. En algunas de estas narraciones se puede observar la actitud de los mexicanos frente a la muerte y el culto a la muerte que procesan. Estas narraciones también son diferentes de las otras porque tiene un tono más realista y menos fantasioso.

### Elementos típicos en su obra
Una de las personas que más ha estudiado la obra de Pere Calders es Joan Melcion, que ha identificado una serie de elementos que son típicos en la obra de Calders. En su universo literario, la casa es símbolo de seguridad y de orden que a menudo aparece al principio de sus narraciones. Lo usa como punto de arranque de un proceso que, finalmente, se acaba inclinando hacia el trasiego. Otro de estos elementos es el jardín, que representa un escenario donde puede pasar cualquier cosa. Este hecho es observable en el cuento El principi de la saviesa, donde el narrador encuentra una mano en el jardín de su casa y, mientras busca su dueño, se nos cuentan muchas cosas inverosímiles que suceden en ese jardín. Un objeto que aparece a menudo en la literatura de Calders es el reloj, que simboliza la inutilidad del esfuerzo humano para representar aquello que es pura idea, un intento imposible de poner límites a todo aquello que no tiene: el tiempo. También aparecen a menudo científicos, investigadores o inventores inmersos en empresas imposibles, que representan a la ingenuidad humana y al esfuerzo inútil de dominar a la naturaleza. Finalmente, otro elemento muy presente en la literatura de Calders son los crímenes. En sus textos abundan los crímenes y los asesinatos que, además, se suelen cometer con toda la naturalidad del mundo. Calders lo usa para subvertir las condiciones morales y sociales y, con ayuda de la ironía, para girar como un calcetín los tópicos morales sobre la culpabilidad y la inocencia.

### Posibles influencias
Cuando se analiza la obra de Calders se pueden encontrar similitudes con otros autores que pudieron haber influido en Calders, aunque él nunca acabó de confirmarlos. Por ejemplo, en su obra se pueden observar influencias del humor y la ironía que mostraba el llamado Grupo de Sabadell, junto con su sentido crítico de la burguesía. Dentro del ámbito catalán, también se ha dicho que una posible influencia sería el poeta Josep Carner. Calders descubrió a Carner cuando era un adolescente leyendo L'oreig entre les canyes y quedó tan fascinado que se acabó leyendo toda su obra. En los primeros cuentos de Calders también se aprecian influencias de las obras de ciencia ficción de Jules Verne o H. G. Wells. Por ejemplo, dentro del recopilatorio El primer arlequí, se puede leer el cuento La meva estada al centre de la Terra, donde un escultor crea una reproducción gigante de la Tierra y el protagonista entra por uno de los polos, y que parece una parodia del famoso Viaje al centro de la Tierra de Verne. En cuanto a H. G. Wells, se puede encontrar un ejemplo de su posible influencia en Calders dentro del libro Invasió subtil i altres contes, donde hay un cuento que lleva por título Un trau a l'infinit que trata de un científico que dice haber descubierto la cuarta dimensión y que en algunos puntos  recuerda a la novela en la que se basa la película La máquina del tiempo.
Como la obra más popular de Calders han sido sus cuentos, también se ha hablado de posibles influencias dentro de este ámbito. Una de ellas es la de la literatura de Edgar Allan Poe y sus relatos llenos de misterio e imaginación. Al igual que él, Calders también intenta, en algunos de sus cuentos, explorar fenómenos excepcionales, inexplicables e increíbles, pero con un estilo menos oscuro y sombrío que el de Poe y, a diferencia de él, Calders prefiere divertir al lector en vez de desconcertarlo o horrorizarlo. Otra de la influencias más probables e importantes es la de Massimo Bontempelli, el introductor del realismo mágico en Italia, que es considerado uno de los primeros autores de este movimiento literario. Es bastante probable que Calders haya leído al autor italiano antes de publicar sus primeros trabajos, porque en el año 1935 se publicó una antología con cuentos suyos en los Cuadernos Literarios de la editorial de Josep Janés, donde un año más tarde se publicó su primera recopilación de cuentos y su primera novela. Otro autor que aparece a menudo cuando se habla de las influencias de Calders es Franz Kafka, porque este también siguió el realismo mágico y porque ambos se cuestionan en algunas de sus narraciones si es posible juzgar moralmente los actos humanos. En muchos cuentos de Calders se hace referencia al azar o al destino, y lo usa como elemento para cuestionar la capacidad de elección del ser humano y, por lo tanto, la falta de responsabilidad en sus actos. El cuento Coses de la providència, donde el narrador de repente se encuentra que en su casa vive otra gente que dicen no conocerlo y, finalmente lo acepta como fruto del destino, es un ejemplo de ello. Otros autores de cuentos que se dice que podrían haber influido en la obra de Calders y con los que a menudo se le compara son el italiano Luigi Pirandello, el polaco Sławomir Mrozek y el francés Charles Nodier, entre otros.

## Fondo personal
Después de la muerte de Pere Calders, su hija Tessa cedió parte de sus documentos y escritos a la Universidad Autónoma de Barcelona. Su hijo Joan entregó a la Universidad un baúl donde creían que encontrarían la novela perdida La célula, pero solo hallaron papeles relacionados con su padre Vicenç Caldés i Arús. La UAB, en colaboración con el Instituto de Estudios Catalanes, se encargó de completar este legado con escritos y dibujos publicados en prensa y revistas. Actualmente el fondo ya se encuentra en la Biblioteca de Humanidades de la Universidad Autónoma, inventariado y catalogado, donde puede consultarse tanto físicamente como en línea.
Entre todo el material entregado a la UAB había cuatro libros inacabados que posteriormente fueron publicados. La primera novela inacabada que se publicó fue La ciutat cansada. Calders la escribió entre los años 40 y 50 de forma intermitente y se cree que solo faltan uno o dos capítulos para estar acabada. La novela la publicó Edicions 62 en septiembre de 2008. Ese mismo año se publicó en la revista Els Marges la novela inacabada L'amor de Joan, un texto que Calders había escrito con 18 años. En 2009 la UAB en colaboración con el IEC publicó las otras dos novelas tituladas Sense anar tan lluny y La marxa cap al mar.  
Calders ha influido en algunos escritores en lengua catalana, sobre todo en los que escriben cuentos. Uno de ellos es Quim Monzó, quien una vez declaró haber descubierto a Pere Calders leyendo el libro Tots els contes cuando tenía unos treinta años y que había quedado totalmente fascinado porque no se parecía en nada a los autores de la época, que seguían un realismo estricto. Jesús Moncada reconocía la enseñanza de Pere Calders en su estilo a la hora de escribir, sobre todo en sus primeros cuentos. Moncada, de hecho, había trabajado con Calders en la Editorial Montaner i Simón y lo consideraba un maestro. Calders, que escribió el prólogo de su primera antología de cuentos, había leído sus primeros escritos y lo había animado a seguir escribiendo. Otro autor que también ha reconocido la influencia de Calders en su obra es Joan Pinyol.

## Premios
A lo largo de toda su vida, Calders recibió numerosos premios, entre ellos el Premio Víctor Català (hoy Premio Mercè Rodoreda de cuentos y narraciones) en 1954 por Cròniques de la veritat oculta. También se hizo acreedor al Premio Sant Jordi de novela (1964), al Premio de la Crítica (1968), al Premio Lletra d'Or (1979), al Premio Joan Crexells (1986) y al Premio de Honor de las Letras Catalanas (1986).